# 호리구치 구마이치

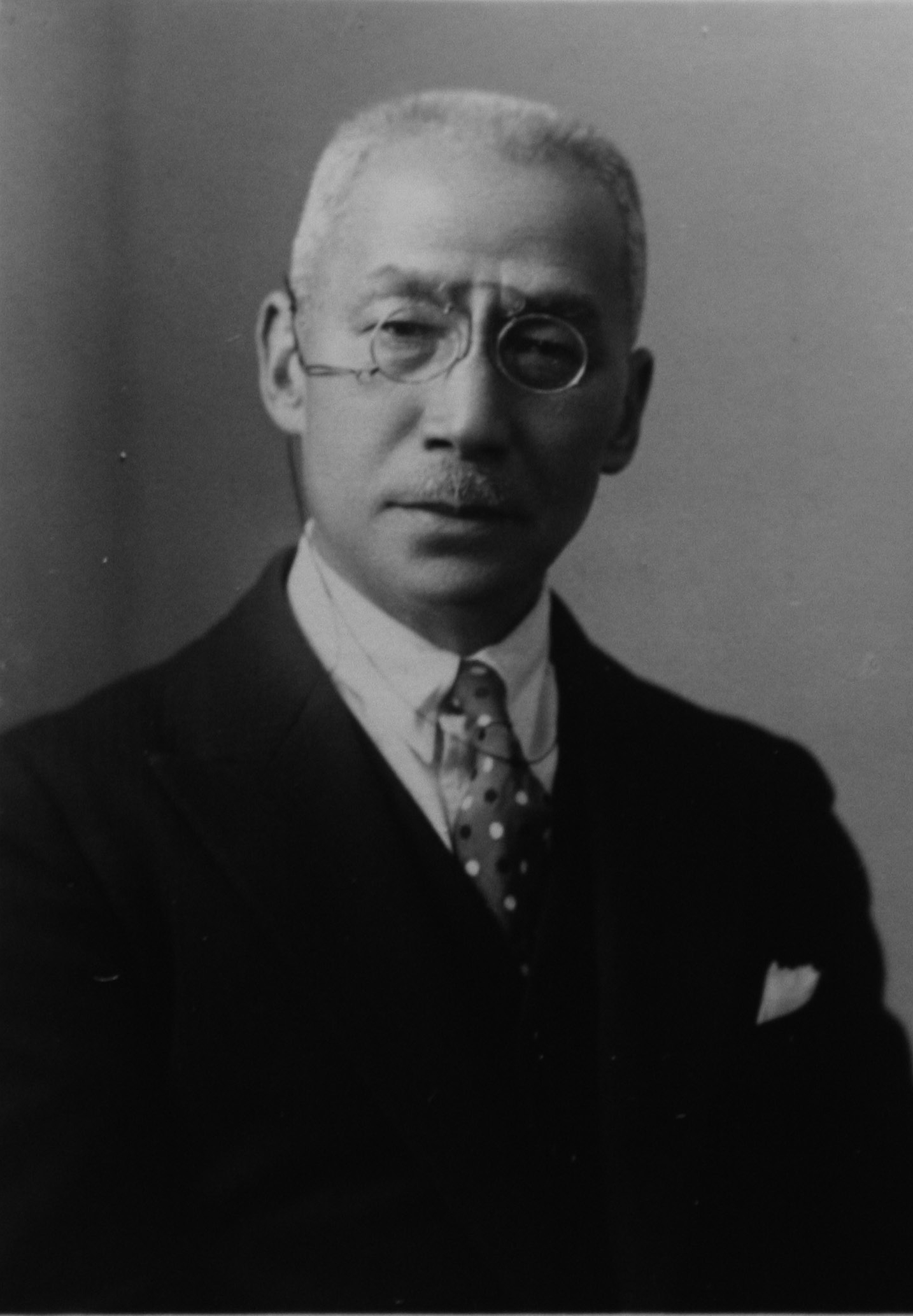
호리구치 구마이치

호리구치 구마이치(일본어: 堀口九萬一, 1865년 2월 23일 ~ 1945년 10월 30일)은 일본의 외교관, 언론인, 한시인(漢詩人), 수필가이다. 호는 조조(일본어: 長城)이다. 시인 호리구치 다이가쿠(일본어: 堀口大學)의 아버지이다.

## 생애
에치고 나가오카 번 (지금의 니가타현 나가오카시)의 아시가루의 아들로 태어났다. 3세 때 보신 전쟁이 일어나 아버지가 전사했고, 나가오카 번이 역적 무리(일본어: 賊軍)로 몰리게 되었다. 그 후 어머니 밑에서 자랐다.
18세의 젊은 나이에 나가오카의 한 학교 교장직을 맡게 되었고, 도쿄로 올라간 이후에는 도쿄 제국 대학 법학부를 수석으로 입학했다. 재학 중 결혼하였으며 1892년 자식 다이가쿠를 낳았다.
1894년 일본에서 첫 번째로 시행된 외교관 및 영사관 시험에서 합격했다. 외무성 영사관보로서 인천에 부임하던 중 1895년 을미사변에 관여한 혐의로 정직 처분을 받았다. 1896년 복직한 뒤 임시대리공사로서 멕시코에 부임하다가, 1913년 멕시코에서 군사 쿠데타가 발생하여 프란시스코 마데로 대통령이 살해당하자 미망인과 아동들을 보호했다.
네덜란드, 벨기에, 스웨덴, 스페인, 브라질, 루마니아 등지에서 일했으며, 1895년 첫 부인과 사별한 이후 벨기에 여성과 재혼했다. 차남은 스웨덴에서 일하던 중 태어나, 근무지의 스웨던의 음역자를 따 이름을 호리구치 요시노리(일본어: 堀口瑞典)이라 지었다. 호리구치 즈이텐은 도메이 통신사 기자로서 세계 대전 중 취리히에서 특파원으로 일했다. 전쟁 이후 산케이 신문에 재직했다.
1925년 루마니아를 끝으로 외교관 활동에서 물러난 뒤, 강연을 하거나 글을 썼다. 1927년 네덜란드의 작가 엘런 포레스트가 쓴, 일본을 무대로 한 소설 《유키 씨》 (일본어: 雪さん)를 《조세이》(女性)지에 연재했다. 한편, 호리구치의 수필집은 친구였던 하세가와 미노스케가 세운 다이이치 쇼보에서 발행했다.
태평양 전쟁 중에는 《앵글로색슨의 잔인성》, 《이번에 미국은 진자》 등 일본군의 전의를 고양하려는 내용의 글을 썼다. 패전 이후 1945년 10월 숨졌다.

## 을미사변 관련
을미사변 때 조선공사관에서 영사관보로 있었다.

## 저서
- 《유심록》, 다이이치 쇼보, 1930년
- 《남미 및 스페인》 (일본어: 南米及び西班牙), 헤이본샤, 1933년
- 《외교와 문예》, 다이이치 쇼보, 1934년
- 《세계와 외교》, 다이이치 쇼보, 1936년
- 《세계와 세계인》, 다이이치 쇼보, 1936년
- 《세계의 기억》 (일본어: 世界の思ひ出), 다이이치 쇼보, 1942년
- 《장성시초 호리구치 다이가쿠 번역본》, 다이몬 출판, 1975년

## 참고 문헌
- 구도 미요코, 《황혼의 시인: 호리구치 다이가쿠와 그 아버지의 이야기》, 《매거진하우스》지, 2001년.
- 가시와쿠라 야스오, 《패배한 나라의 가을의 끝: 평전 - 호리구치 구마이치》, 사유샤(左右社), 2008년.